# Zhong Xiang
Zhong Xiang (鐘相 / 钟相,  Zhōng Xiāng,  Chung Hsiang; ?; † 1130) war ein chinesischer Schamane, Heiler und Rebellenführer. Er führte 1130, in der frühen Zeit der Südlichen Song-Dynastie, einen Bauernaufstand im Gebiet des Dongting-Sees in der Provinz Hunan an und begründete einen Staat Chu, zu dessen König er sich ernannte.
Nach der Hinrichtung von Zhong Xiang übernahm Yang Yao (杨幺,  Yang Yao; ?; 1135) die Führung. Der Aufstand wurde im Jahr 1135 niedergeschlagen.